# Gregorio Lemercier
Gregorio Lemercier (Bélgica 1912-México 1987) fue un monje benedictino belga que fundó un monasterio en el estado mexicano de Morelos desde donde pretendió introducir reformas a la liturgia católica previamente al Concilio Vaticano II y fue ampliamente conocido por intentar aplicar el psicoanálisis a su grupo de monjes por lo que por orden de las autoridades eclesiásticas el convento fue cerrado y los monjes renunciaron a la vida religiosa incluido Lemercier quien continúo intentando como laico seguir introduciendo el psicoanálisis a la fe católica.